# 塔摩利
塔摩利（日语： Tamori */?，又译作塔摩利，1945年8月22日—），本名森田一义（日语：／ Morita Kazuyoshi */?），是日本搞笑艺人、广播电视节目主持人、演员、歌手、作词人、实业家，福冈县福冈市南区出身，现居住于东京都目黑区，于静冈县伊豆地区拥有别墅。身高161cm。血型为O型。所屬經紀公司為田邊事務所。与女演员伊佐山博子是远房亲戚。其與北野武、明石家秋刀魚並稱日本搞笑藝人三巨頭。
以其本名「森田一义」名义主持的节目有《森田一义时间 笑一笑又何妨！》和《笑一笑又何妨！增刊号！》，其余节目均用藝名「塔摩利」登場。

## 概况
塔摩利在老家福冈做过乐队经理人、大厦保洁员、玩偶店销售员、保险推销员、咖啡店店员、保龄球场经理等很多工作。后与山下洋辅相遇，并以此为契机到东京发展，30岁进入演艺圈。在广播及电视节目中展示模仿“假外国语”和蜥蜴的独门绝技。1982年起成为《森田一义时间 笑一笑又何妨！》主持人，此外继续广播、商業廣告等活动。
1980年代后期以来，塔摩利与北野武和明石家秋刀鱼并称为日本搞笑艺人界的“三座大山”。塔摩利主持的《笑一笑又何妨！》從1982年10月4日至2014年3月31日間播出，在2002年4月5日進行第5,000集的直播演出之後，獲吉尼斯世界纪录認證頒發「由同一個主持人主持的綜藝節目中播放集數最多者」之世界記錄頭銜，並刊載於隔年的2003年版《金氏世界紀錄》中。
虽然多才多艺、兴趣爱好广泛，塔摩利没有特定的从师修行的经历，于是他穷尽其技艺自成一家。被称作“聪明艺人的先驱”（インテリ芸人の先駆け）。作家小林信彦曾评价他在这一点上与托尼·谷（トニー谷）极为相似。
慕名拜师而来的人，被田森以“自己的才能不是别人传授的，因此也无法教给别人”为由拒绝收徒。但是，他有随从和司机，搞笑组合“岩井川”中的曾是他的司机。
2021年，塔摩利再度獲得吉尼斯世界纪录，其《MUSIC STATION》主持認證為直播音樂節目史上最長時間主持人。